# Diplazon tibiatorius
Diplazon tibiatorius är en stekelart som först beskrevs av Carl Peter Thunberg 1822.  Diplazon tibiatorius ingår i släktet Diplazon och familjen brokparasitsteklar. Arten är reproducerande i Sverige.

## Underarter
Arten delas in i följande underarter:
- D. t. lapponicus
- D. t. occidentalis